# Wierzchowisko (gromada)
Wierzchowisko (do 28 II 1956 Sulisławice) – dawna gromada, czyli najmniejsza jednostka podziału terytorialnego Polskiej Rzeczypospolitej Ludowej w latach 1954–1972.
Gromady, z gromadzkimi radami narodowymi (GRN) jako organami władzy najniższego stopnia na wsi, funkcjonowały od reformy reorganizującej administrację wiejską przeprowadzonej jesienią 1954 do momentu ich zniesienia z dniem 1 stycznia 1973, tym samym wypierając organizację gminną w latach 1954–1972.
Gromadę Wierzchowisko z siedzibą GRN w Wierzchowisku utworzono 29 lutego 1956 roku w powiecie miechowskim w woj. krakowskim w związku z przeniesieniem siedziby GRN gromady Sulisławice ze Sulisławic do Wierzchowiska i przemianowaniem jednostki na gromada Wierzchowisko.  Dla gromady ustalono 25 członków gromadzkiej rady narodowej.
1 stycznia 1958 gromadę przyłączono do powiatu olkuskiego w tymże województwie.
Gromadę zniesiono 31 grudnia 1961, a jej obszar włączono do nowo utworzonej gromady Wolbrom.